# Drosophila watanabei
Drosophila watanabei är en tvåvingeart som beskrevs av Gupta 1992. Drosophila watanabei ingår i släktet Drosophila och familjen daggflugor.
Artens utbredningsområde är Kambodja och Thailand.